# Ministri degli affari esteri dell'Estonia
I ministri degli affari esteri della Repubblica di Estonia dal 1918 ad oggi sono i seguenti.

## Lista

### Repubblica di Estonia (1918-1940)
| Ministro                                            | Ministro      | Ministro                        | Partito                                                                | Governo                   | Mandato           | Mandato           |
| Ministro                                            | Ministro      | Ministro                        | Partito                                                                | Governo                   | Inizio            | Fine              |
| --------------------------------------------------- | ------------- | ------------------------------- | ---------------------------------------------------------------------- | ------------------------- | ----------------- | ----------------- |
| Affari esteri                                       |               |                                 |                                                                        |                           |                   |                   |
|                                                     |               | Jaan Poska (1866-1920)          | Indipendente                                                           | Päts I                    | 24 febbraio 1918  | 12 novembre 1918  |
|                                                     |               | Otto Strandman (1875-1941)      | Partito Estone del Lavoro                                              | Päts II                   | 12 novembre 1918  | 27 novembre 1918  |
|                                                     |               | Jaan Poska (1866-1920)          | Indipendente (1918-1919) Partito Popolare Estone (1919)                | Päts III                  | 27 novembre 1918  | 9 maggio 1919     |
|                                                     | Strandman I   | Jaan Poska (1866-1920)          | Indipendente (1918-1919) Partito Popolare Estone (1919)                | 9 maggio 1919             | 9 ottobre 1919    |                   |
|                                                     | Strandman I   |                                 | Ants Piip (1884-1942)                                                  | Partito Estone del Lavoro | 9 ottobre 1919    | 18 novembre 1919  |
|                                                     |               | Ado Birk (1883-1942)            | Partito Popolare Estone                                                | Tõnisson I                | 18 novembre 1919  | 28 luglio 1920    |
|                                                     |               | Kaarel Robert Pusta (1883-1964) | Indipendente                                                           | Birk                      | 28 luglio 1920    | 30 luglio 1920    |
|                                                     |               | Ado Birk (1883-1942)            | Partito Popolare Estone                                                | Tõnisson II               | 30 luglio 1920    | 26 ottobre 1920   |
|                                                     |               | Otto Strandman (1875-1941)      | Partito Estone del Lavoro                                              | Piip                      | 26 ottobre 1920   | 25 gennaio 1921   |
|                                                     |               | Ants Piip (1884-1942)           | Partito Estone del Lavoro                                              | Päts I                    | 25 gennaio 1921   | 21 novembre 1922  |
|                                                     |               | Aleksander Hellat (1881-1943)   | Partito Socialdemocratico Estone dei Lavoratori                        | Kukk                      | 21 novembre 1922  | 2 agosto 1923     |
|                                                     |               | Friedrich Akel (1871-1941)      | Partito Popolare Cristiano                                             | Päts II                   | 2 agosto 1923     | 26 marzo 1924     |
|                                                     |               | Otto Strandman (1875-1941)      | Partito Estone del Lavoro                                              | Akel                      | 26 marzo 1924     | 16 dicembre 1924  |
|                                                     |               | Kaarel Robert Pusta (1883-1964) | Indipendente                                                           | Jaakson                   | 16 dicembre 1924  | 23 ottobre 1925   |
|                                                     |               | Ado Birk (1883-1942)            | Partito Popolare Estone                                                | Jaakson                   | 23 ottobre 1925   | 15 dicembre 1925  |
|                                                     |               | Ants Piip (1884-1942)           | Partito Estone del Lavoro                                              | Teemant I                 | 15 dicembre 1925  | 23 luglio 1926    |
|                                                     |               | Friedrich Akel (1871-1941)      | Partito Popolare Cristiano                                             | Teemant II                | 23 luglio 1926    | 4 marzo 1927      |
| Teemant III                                         | 4 marzo 1927  | Friedrich Akel (1871-1941)      | Partito Popolare Cristiano                                             | 11 novembre 1927          |                   |                   |
| Teemant III                                         |               |                                 | Aleksander Hellat (1881-1943)                                          | Indipendente              | 11 novembre 1927  | 9 dicembre 1927   |
|                                                     |               | Hans Rebane (1882-1961)         | Unione degli Agricoltori                                               | Tõnisson III              | 9 dicembre 1927   | 4 dicembre 1928   |
|                                                     |               | Jaan Lattik (1878-1967)         | Partito Popolare Cristiano                                             | Rei                       | 4 dicembre 1928   | 9 luglio 1929     |
| Strandman I                                         | 9 luglio 1929 | Jaan Lattik (1878-1967)         | Partito Popolare Cristiano                                             | 12 febbraio 1931          |                   |                   |
|                                                     |               | Jaan Tõnisson (1868-1941)       | Partito Popolare Estone (1931) Partito Nazionale di Centro (1931-1932) | Päts III                  | 12 febbraio 1931  | 19 febbraio 1932  |
|                                                     | Teemant III   | Jaan Tõnisson (1868-1941)       | Partito Popolare Estone (1931) Partito Nazionale di Centro (1931-1932) | 19 febbraio 1932          | 19 luglio 1932    |                   |
|                                                     |               | Mihkel Pung (1876-1941)         | Partito Nazionale di Centro                                            | Einbund I                 | 19 luglio 1932    | 1º novembre 1932  |
|                                                     |               | August Rei (1886-1963)          | Partito Socialista Estone dei Lavoratori                               | Päts IV                   | 1º novembre 1932  | 18 maggio 1933    |
|                                                     |               | Ants Piip (1884-1942)           | Partito Nazionale di Centro                                            | Tõnisson III              | 18 maggio 1933    | 21 ottobre 1933   |
|                                                     |               | Julius Seljamaa (1883-1936)     | Partito Nazionale di Centro                                            | Päts V                    | 21 ottobre 1933   | 2 giugno 1936     |
|                                                     |               | Friedrich Akel (1871-1941)      | Partito Nazionale di Centro                                            | Päts V                    | 2 giugno 1936     | 9 maggio 1938     |
|                                                     |               | Karl Selter (1898-1958)         | Lega Patriottica                                                       | Eenpalu II                | 9 maggio 1938     | 12 ottobre 1939   |
|                                                     |               | Ants Piip (1884-1942)           | Partito Nazionale di Centro                                            | Uluot                     | 12 ottobre 1939   | 21 giugno 1940    |
| Occupazione sovietica dei paesi baltici (1940-1941) |               |                                 |                                                                        |                           |                   |                   |
| Occupazione nazista dei paesi baltici (1941-1944)   |               |                                 |                                                                        |                           |                   |                   |
| vacante                                             | vacante       | vacante                         | vacante                                                                | Tief                      | 18 settembre 1944 | 25 settembre 1944 |

### Governo in esilio dell'Estonia (1944-1992)
| Ministro      | Ministro        | Ministro                     | Partito                                  | Governo        | Mandato           | Mandato         |
| Ministro      | Ministro        | Ministro                     | Partito                                  | Governo        | Inizio            | Fine            |
| ------------- | --------------- | ---------------------------- | ---------------------------------------- | -------------- | ----------------- | --------------- |
| Affari esteri |                 |                              |                                          |                |                   |                 |
|               |                 | August Rei (1886-1963)       | Partito Socialista Estone dei Lavoratori | Tief           | 25 settembre 1944 | 9 gennaio 1945  |
| vacante       | vacante         | vacante                      | vacante                                  | Tief           | 9 gennaio 1945    | 12 gennaio 1953 |
|               |                 | Aleksander Warma (1890-1970) | Indipendente                             | Sikkar         | 12 gennaio 1953   | 1º gennaio 1962 |
| Warma         | 1º gennaio 1962 | Aleksander Warma (1890-1970) | Indipendente                             | 29 marzo 1963  |                   |                 |
| Warma         |                 |                              | Arvo Horm (ad interim) (1913-1996)       | Indipendente   | 29 marzo 1963     | 1º marzo 1964   |
|               |                 | August Koern (1900-1989)     | Indipendente                             | Kint           | 1º marzo 1964     | 8 maggio 1971   |
| Mark          | 8 maggio 1971   | August Koern (1900-1989)     | Indipendente                             | 13 giugno 1982 |                   |                 |
| Mark          |                 |                              | Elmar Lipping (1906-1994)                | Indipendente   | 13 giugno 1982    | 20 giugno 1990  |
|               |                 | Olev Olesk (1921-2017)       | Indipendente                             | Penno          | 20 giugno 1990    | 7 ottobre 1992  |

### Repubblica di Estonia (1991-presente)
| Ministro      | Ministro        | Ministro                    | Partito                                                           | Governo                    | Mandato           | Mandato           |
| Ministro      | Ministro        | Ministro                    | Partito                                                           | Governo                    | Inizio            | Fine              |
| ------------- | --------------- | --------------------------- | ----------------------------------------------------------------- | -------------------------- | ----------------- | ----------------- |
| Affari esteri |                 |                             |                                                                   |                            |                   |                   |
|               |                 | Lennart Meri (1929-2006)    | Indipendente                                                      | Saavisare                  | 20 agosto 1991    | 30 gennaio 1992   |
| Väh I         | 30 gennaio 1992 | Lennart Meri (1929-2006)    | Indipendente                                                      | 6 aprile 1992              |                   |                   |
| Väh I         |                 |                             | Jaan Manitski (1942)                                              | Indipendente               | 6 aprile 1992     | 21 ottobre 1992   |
|               |                 | Trivimi Velliste (1947)     | Partito della Coalizione Nazionale della Patria                   | Laar I                     | 21 ottobre 1992   | 7 gennaio 1994    |
|               |                 | Jüri Luik (1966)            | Partito della Coalizione Nazionale della Patria                   | Laar I                     | 7 gennaio 1994    | 8 novembre 1994   |
| Tarandi       | 8 novembre 1994 | Jüri Luik (1966)            | Partito della Coalizione Nazionale della Patria                   | 17 aprile 1995             |                   |                   |
|               |                 | Riivo Sinijärv (1947)       | Partito della Coalizione Estone                                   | Väh II                     | 17 aprile 1995    | 6 novembre 1995   |
|               |                 | Siim Kallas (1948)          | Partito Riformatore Estone                                        | Väh III                    | 6 novembre 1995   | 22 novembre 1996  |
|               |                 | Toomas Hendrik Ilves (1953) | Indipendente (1996-1997) Partito dei Contadini Estoni (1997-1998) | Väh III                    | 22 novembre 1996  | 17 marzo 1997     |
|               | Siimann         | Toomas Hendrik Ilves (1953) | Indipendente (1996-1997) Partito dei Contadini Estoni (1997-1998) | 17 marzo 1997              | 14 ottobre 1998   |                   |
|               | Siimann         |                             | Raul Mälk (1952)                                                  | Indipendente               | 14 ottobre 1998   | 25 marzo 1999     |
|               |                 | Toomas Hendrik Ilves (1953) | Partito Popolare Moderato                                         | Laar II                    | 25 marzo 1999     | 28 gennaio 2002   |
|               |                 | Kristiina Ojuland (1966)    | Partito Riformatore Estone                                        | Kallas                     | 28 gennaio 2002   | 10 aprile 2003    |
| Parts         | 10 aprile 2003  | Kristiina Ojuland (1966)    | Partito Riformatore Estone                                        | 22 febbraio 2005           |                   |                   |
| Parts         |                 |                             | Rein Lang (1957)                                                  | Partito Riformatore Estone | 22 febbraio 2005  | 13 aprile 2005    |
|               |                 | Urmas Paet (1974)           | Partito Riformatore Estone                                        | Ansip I                    | 13 aprile 2005    | 5 aprile 2007     |
| Ansip II      | 5 aprile 2007   | Urmas Paet (1974)           | Partito Riformatore Estone                                        | 6 aprile 2011              |                   |                   |
| Ansip III     | 6 aprile 2011   | Urmas Paet (1974)           | Partito Riformatore Estone                                        | 26 marzo 2014              |                   |                   |
| Rõivas I      | 26 marzo 2014   | Urmas Paet (1974)           | Partito Riformatore Estone                                        | 3 novembre 2014            |                   |                   |
| Rõivas I      |                 |                             | Keit Pentus-Rosimannus (1976)                                     | Partito Riformatore Estone | 3 novembre 2014   | 9 aprile 2015     |
| Rõivas II     | 9 aprile 2015   | 1º luglio 2015              | Keit Pentus-Rosimannus (1976)                                     | Partito Riformatore Estone |                   |                   |
| Rõivas II     |                 |                             | Marina Kaljurand (1962)                                           | Indipendente               | 16 luglio 2015    | 12 settembre 2016 |
| Rõivas II     |                 |                             | Jürgen Ligi (1959)                                                | Partito Riformatore Estone | 12 settembre 2016 | 23 novembre 2016  |
|               |                 | Sven Mikser (1973)          | Partito Socialdemocratico                                         | Ratas I                    | 23 novembre 2016  | 29 aprile 2019    |
|               |                 | Urmas Reinsalu (1975)       | Isamaa                                                            | Ratas II                   | 29 aprile 2019    | 26 gennaio 2021   |
|               |                 | Eva-Maria Liimets (1974)    | Partito di Centro Estone                                          | Kallas I                   | 26 gennaio 2021   | 3 giugno 2022     |
| vacante       | vacante         | vacante                     | vacante                                                           | Kallas I                   | 3 giugno 2022     | 18 luglio 2022    |
|               |                 | Urmas Reinsalu (1975)       | Isamaa                                                            | Kallas II                  | 18 luglio 2022    | 17 aprile 2023    |
|               |                 | Margus Tsahkna (1977)       | Estonia 200                                                       | Kallas III                 | 17 aprile 2023    | 23 luglio 2024    |
| Michal        | 23 luglio 2024  | Margus Tsahkna (1977)       | Estonia 200                                                       | in carica                  |                   |                   |